# Goldenrod (Rekordwagen)

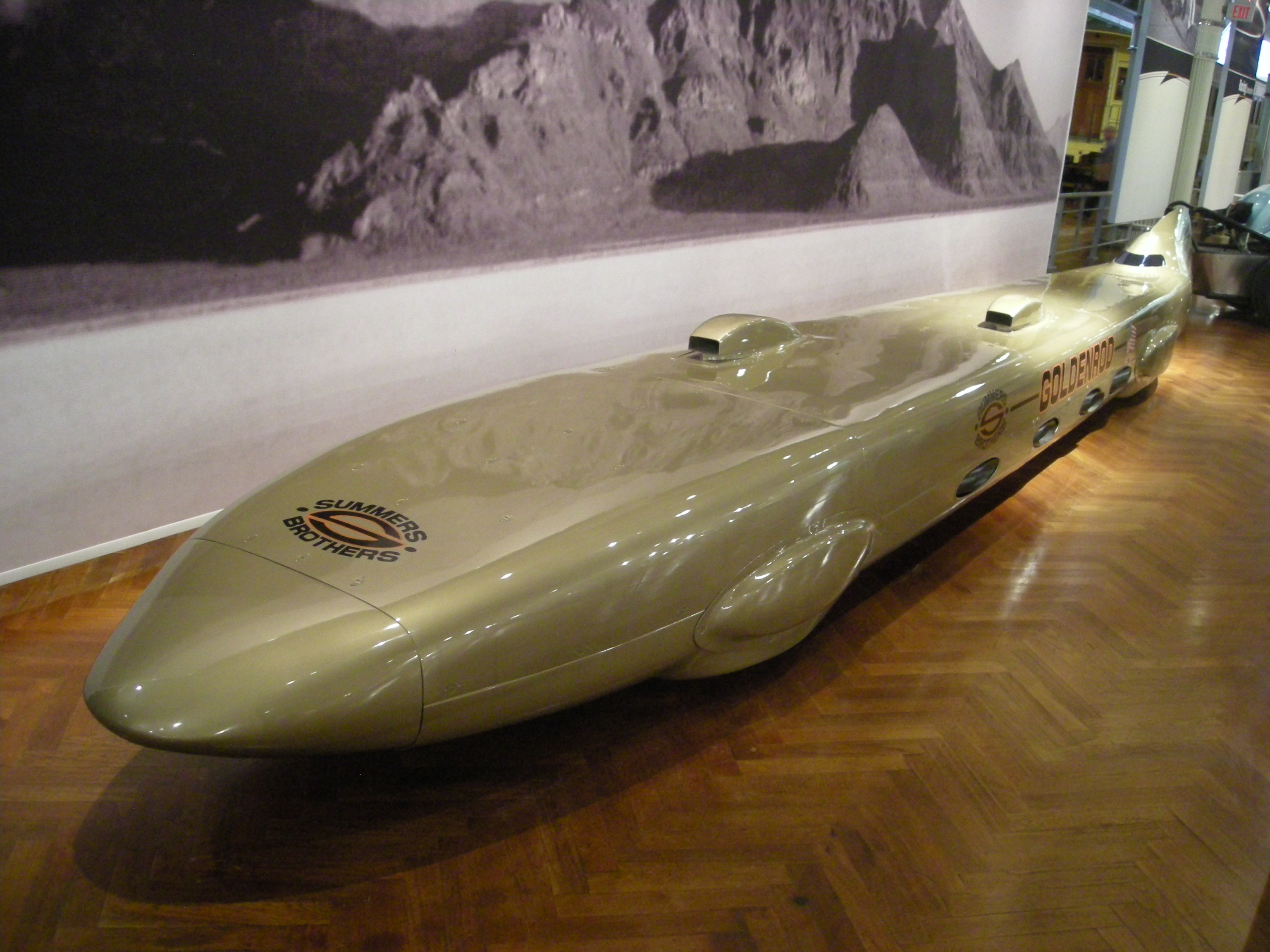
Der Goldenrod im Henry Ford Museum

Der Goldenrod ist ein amerikanischer Rekordwagen, den Bob Summers am 12. November 1965 dazu benutzte, auf den Bonneville Flats mit 658,649 km/h einen Geschwindigkeitsrekord für über die Räder angetriebene Fahrzeuge aufzustellen.

## „Hot Rodders“ Zusammenarbeit mit Flugzeugingenieuren
Ein Goldton, den Chevrolet 1957 für Lackierungen verwendete, gab dem Wagen die Farbe und erste Hälfte des Namens. Die Endung war dem Umstand geschuldet, dass die beiden Initiatoren – neben Fahrer Bob war dessen Bruder Bill Summers als Team-Manager beteiligt – „Hot Rodder“ waren und der Wagen dutzende entsprechende Vorläufer hatte. Schon vom Namen her war das Projekt damit auf einer Niedrigkosten-Ebene angesiedelt – eine Viertelmillion Dollar kam zum Schluss zusammen –, ganz im Gegensatz zum zu schlagenden Blue Bird CN 7 (648,7 km/h) des Briten Donald Campbell, dessen Unternehmen 5 Millionen Dollar verschlungen hatte. Aber von dem 4,5 × 12 Meter großen Schuppen in Ontario (Kalifornien), ehemals Sitz eines Gemüsehandels, in dem das Fahrzeug aufgebaut wurde, durfte nicht auf eine allzu naive Herangehensweise an die Aufgabenstellung geschlossen werden: George Hurst, Eigentümer von Hurst Performance Products hatte mit einem Sponsoren-Scheck über 5000 Dollar Bewegung in die Szene gebracht, ihm folgten Firestone, Mobil Oil, Chrysler und der Zündkerzenhersteller Champion. Ein Flugzeugingenieur wurde für die Entwicklung herangezogen und ein verkleinertes Modell des Wagens im Cal Tech-Windkanal getestet.

## Vier „Elefantenmotoren“ unter Aluminiumblech
Anders als ihr Landsmann Mickey Thompson, in dessen Challenger I 1959 die vier V8-Motoren paarweise nebeneinander angeordnet waren, setzten die Summers auf vier Maschinen, die auf einer Linie jeweils zu zweit an der Schwungradseite über ein Getriebe gekoppelt waren. Seitlich ging der Kraftfluss am Motor vorbei auf Vorder- oder Hinterachse mit einzeln an Dreieckslenkern aufgehängten Rädern – Federung inbegriffen. Die Chrysler Achtzylinder-V-Saugmotoren mit je 426 Kubikzoll (7 Liter) Hubraum waren weitgehend seriennah, lediglich die mechanische Hilborn-Saugrohreinspritzung wurde verändert. Die Leistung des als „elephant engine“ bekannt gewordenen Aggregats war mit 700 PS dennoch beachtlich, wenngleich einhergehend mit großen Baumaßen und hohem Gewicht. Bill und Bob Summers schweißten eigenhändig den Stahlrohrrahmen zusammen und bauten die Aluminiumkarosserie. Die mit 535 mm über der Motorhaube sehr niedrige Höhe des Wagens bedingte die Verwendung von speziell für den Goldenrod entwickelten Reifen, die mit 16 Zoll (406 mm) einen Felgendurchmesser hatten, wie er so klein in Rekordwagen noch nicht vorgekommen war. Die Beanspruchung errechnete sich aus einer Maximaldrehzahl des Motors von 6800/min und einer Getriebeübersetzung von 1,0 im höchsten (vierten) Gang.

## Rekordfahrt mit geschenkter „Salz-Zeit“
Es sah zunächst nicht gut aus für die Summers-Brüder, als sie im Herbst 1965 den Goldenrod nach Bonneville verfrachteten, Regen und Wind schienen alle Pläne zu vereiteln. Eine späte Schönwetterperiode fiel auf Tage, an denen andere die Piste auf dem Salz bereits gebucht hatten. Doch dann wendete sich das Blatt: Art Arfons hatte seine Rekordjagd zeitig erfolgreich beendet und überließ die überschüssige „Salz-Zeit“ den mit ihm befreundeten Kollegen. Mit acht Läufen auf dem Salz ging dann alles verhältnismäßig schnell: Am 12. November 1965 stellte der Goldenrod mit 658,649 km/h in seiner Klasse einen neuen Rekord auf. Der Wagen lief im wahrsten Sinn des Wortes wie am Schnürchen, ein großer Vorteil, da Bob Summers zum Schalten beide Hände vom Lenkrad nehmen musste. Die Rekordfahrt hatte mit großen Lufthutzen stattgefunden, empfohlen von den Chrysler-Ingenieuren, die einen aerodynamischen Nachteil zugunsten der Luftversorgung der Motoren in Kauf nahmen. Die Summers-Brüder aber schworen auf kleine Lufthutzen mit besserer Aerodynamik des Wagens, und so trat Bob Summers am Folgetag erneut an. 684 km/h fuhr er in eine Richtung, der nötige zweite Lauf fand nicht statt. Dann blockte Team-Manager Bill für die Zukunft weiteres ab: Angesichts der Kosten und hohen Gefahr sollte man das Schicksal nicht herausfordern und es dabei bewenden lassen.
Als die beiden „Hot Rodder“ angetreten waren, konnten sie davon ausgehen, dass ihre Leistung kaum zum absoluten Landgeschwindigkeitsrekord reichen würde. Nach der Vorjahreskontroverse zwischen Campbell und Breedlove hatte die FIA den Titel eindeutig auch über Rückstoßantrieb (z. B. Strahltriebwerk) bewegten Fahrzeugen zugebilligt, und jene fuhren 1965 schneller als 900 km/h. Die Summers-Brüder aber vertraten die Meinung, dass echte Autos durch die Reibung zwischen Reifen und dem Boden angetrieben werden. In diesem Sinn schneller war erst 1991 Al Teague mit dem turbogeladenen Spirit of '76 mit 659,8 km/h über die fliegende Meile.

## Gemeinsamkeit mit einem Bus aus Montgomery
Die geliehenen Motoren gingen zurück an Chrysler und der „entkernte“ Goldenrod monatelang auf Ausstellungstournee, bis er für Jahrzehnte seinen Platz auf der Freifläche des Wally Parks NHRA Motorsports Museum fand. Schließlich fiel er bei einer Ausstellung dem Kurator der Abteilung Verkehr des Henry Ford Museum, Bob Casey, ins Auge. Im Jahr 2002 gelang es ihm, den Goldenrod für dieses Haus zu erwerben. Die Restaurierung eingeschlossen, war dies ein sehr kostspieliger Vorgang, und Casey beantragte mit leichter Skepsis bei der U. S. Bundesregierung einen „Save America's Treasures“-Zuschuss, wie er normalerweise zur Erhaltung historischer Gebäude gewährt wird. Man hatte Glück, umso bemerkenswerter, als daneben bei Automobilen nur für den „Rosa Parks Bus“ solche Mittel flossen. Der Zahn der Zeit hatte sichtbar am Goldenrod genagt, vieles musste erneuert werden: Schrauben, Muttern und Unterlegscheiben. Ansonsten leitete die Restaurierung der Gedanke, so viel wie möglich im Original zu erhalten, auch bei weniger perfektem Ergebnis. Die Wiederherstellung fand bewusst in Süd-Kalifornien statt, wo das Fahrzeug entstanden war und sich immer noch Personen finden ließen, die den Wagen kannten und an ihm gearbeitet hatten. Heute gehört der Goldenrod zu den Ausstellungsstücken des Henry Ford Museum in Dearborn.

## Technische Daten
(Quelle:)

### Allgemeine Daten
| Radstand:          | 5250 mm              |
| Spur vorne/hinten: | 910/610 mm           |
| Maße L × B × H:    | 9700 × 1220 × 915 mm |
| Wagengewicht:      | 2720 kg              |

### Motor
| Typ:                 | Chrysler 426-Kubikzoll-Hemi-V8-Motor (6981 cm³) (4 Stück) |
| Arbeitsverfahren:    | Viertakt-Otto                                             |
| Leistung:            | zusammen zirka 2400 PS bei 6600 bis 6800/min              |
| Gemischaufbereitung: | mechanische Hilborn-Saugrohreinspritzung                  |
| Schmierung:          | Trockensumpfschmierung                                    |
| Kraftstofftank:      | 4 Tanks à 19 Liter                                        |

### Kraftübertragung
| Antrieb:  | Allradantrieb |
| Kupplung: | 2 Schiefer-Zweischeibenkupplungen, hydraulisch betätigt; Synchronisierung der Schaltvorgänge durch eine Schalteinrichtung von Hurst |
| Getriebe: | 2 Spicer-Lkw-Getriebe, ursprünglich Fünfgang mit entferntem Kriechgang; Übersetzungen 2,6 – 1,5 – 1,19 – 1                          |

### Fahrwerk
| Rahmen:  | Stahlrohrrahmen mit Aluminium-Karosserie |
| Achsen:  | Einzelradaufhängung |
| Bremsen: | Deist-Bremsschirm {\displaystyle \varnothing } 2400 mm über 400 km/; Bremsschirm {\displaystyle \varnothing } 7200 mm zwischen 160 und 400 km/h; Dreifach-Scheibenbremse von Airheart unter 160 km/h |
| Lenkung: | Hydraulische Lenkung von Chrysler |
| Räder:   | Aluminiumräder |
| Reifen:  | 6,5 × 16 Zoll (165 × 402 mm) schlauchlos Firestone; Luftdruck 11 Bar (vereinzelte Angabe auch 20 Bar)                                                                                                |